# Hongtu (köpinghuvudort i Kina, Heilongjiang Sheng, lat 51,62, long 124,15)
Hongtu (kinesiska: 宏图, 宏图镇) är en köpinghuvudort i Kina. Den ligger i provinsen Heilongjiang, i den nordöstra delen av landet, omkring 680 kilometer norr om provinshuvudstaden Harbin. Antalet invånare är 3 136. Befolkningen består av 1 506 kvinnor och 1 630 män. Barn under 15 år utgör 9,0 %, vuxna 15-64 år 82 %, och äldre över 65 år 8,0 %.
Trakten runt Hongtu är nära nog obefolkad, med mindre än två invånare per kvadratkilometer. I omgivningarna runt Hongtu växer i huvudsak blandskog.